# 市之坪站
市之坪站（日语：／ Ichinotsubo eki */?）是位於岐阜縣岐阜市市之坪町1丁目，名古屋鐵道美濃町線的電車站（廢站）。設有列車從此站出發。

## 歷史
此站在1970年田神線開通時啟用。在此站啟用前的1967年，名鐵岐阜工場從長住町遷移至此站旁。當時已經建設了連接岐阜工場至競輪場前站之間的回廠線，那時候該線還未用作客運服務。

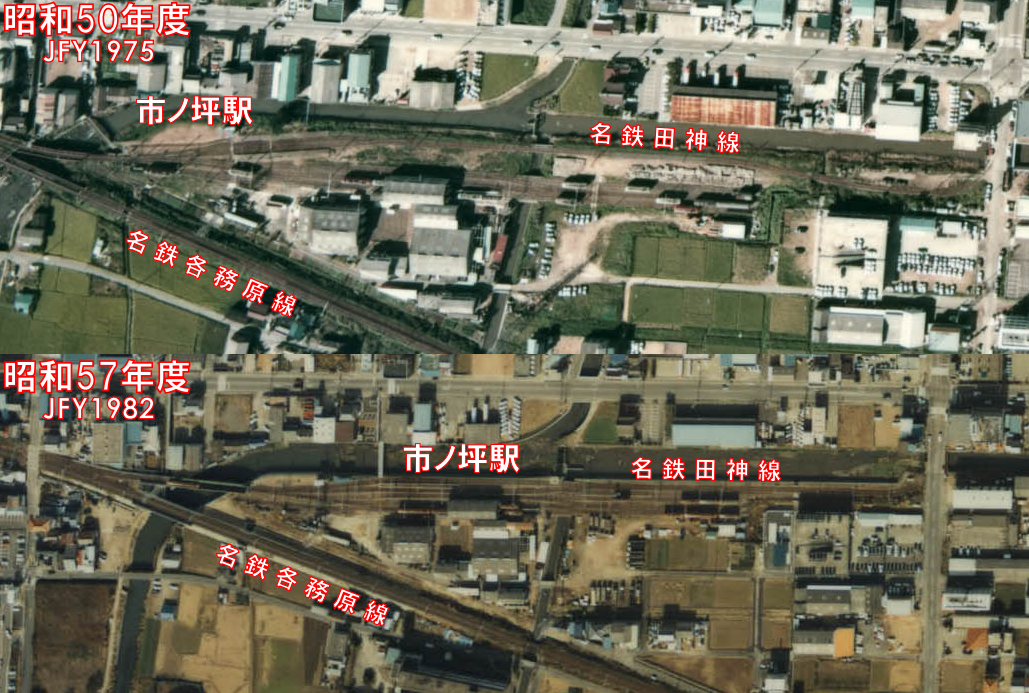
上邊是1975年度，下途是1982年度的市之坪站。 在這期間由於荒田川進行河道整治。這影響市之坪站位置。 圖片來源：國土交通省「國土圖像情報（彩色航空照片）」 國土地理院地圖、航空照片參閱服務 （页面存档备份，存于）

### 年表
- 1970年（昭和45年）6月25日 - 田神線競輪場前站至田神站之間開通，此站啟用[1][3]。
- 1979年（昭和54年）3月27日 - 隨著荒田川（日语：荒田川 (岐阜県)）進行河道整治，此站被遷移[4]。月台配置由2面2線的相對式月台改為1面2線的島式月台。
- 2005年（平成17年）4月1日 - 隨著田神線被廢除，此站也被廢除[3]。

## 車站構造

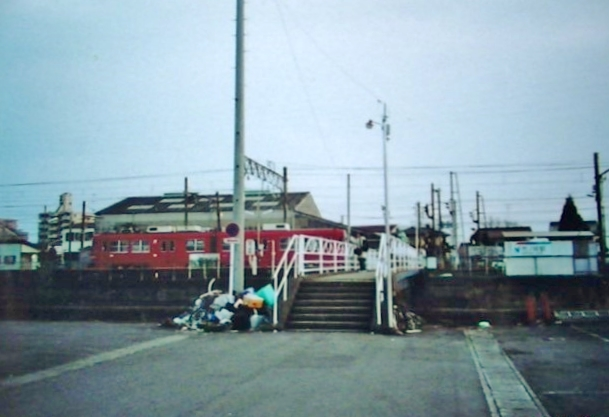
市之坪站入口（2005年)

在車站啟用時設有2面2線的相對式月台。隨著荒田川進行河道整治而改為1面2線的島式月台。車站鄰接岐阜工場，名鐵600V線區的車輛進行檢査和維修時都會在該處進行。

### 配線圖
| ← 新岐阜方向    | 市之坪站 站內配線略圖 | → 日野橋、 新關方向 |
| 图例 参考文献： |                       |                     |

## 車站周邊
車站遺址建設了彈珠機店ZENT市之坪店。
- 岐阜市民綜合體育館（日语：岐阜市民総合体育館）
- 岐阜曙郵局
- 岐阜市立梅林中學（日语：岐阜市立梅林中学校）

## 相鄰電車站
名古屋鐵道
■田神線
競輪場前－市之坪－田神

## 注腳
1. 1 2  . 鄉土出版社. 1997: 220–230. ISBN 4-87670-097-4.
2. ↑  川島令三. . 名古屋北部・岐阜篇 1. 草思社. 1997: 174–175. ISBN 4-7942-0796-4 （日语）.
3. 1 2  今尾惠介（監修）.  7 東海. 新潮社. 2008: 52. ISBN 978-4-10-790025-8 （日语）.
4. ↑  名古屋鉄道広報宣伝部（編）. . 名古屋鐵道. 1994: 1044 （日语）.
5. ↑  日本路面電車同好会名古屋支部 (编). . トンボ出版. 1999-06: 67. ISBN 978-4887161245 （日语）.
6. ↑  電氣車研究會，《鐵道畫刊》通卷第473號 1986年12月 臨時增刊号 「特集 - 名古屋鐵道」，附圖「名古屋鐵道路線略圖」